# ژروز (فیلم)
ژروز (به فرانسوی: Gervaise) فیلمی در ژانر درام به کارگردانی رنه کلمان است که در سال ۱۹۵۶ منتشر شد. از بازیگران آن می‌توان به ماریا شل، فرانسوا پریه، پالمیر لواسور و پل پربوآ اشاره کرد. فیلمنامهٔ این فیلم اقتباسی است از رمان آسوموار، اثر امیل زولا.